# Protokół Litwinowa

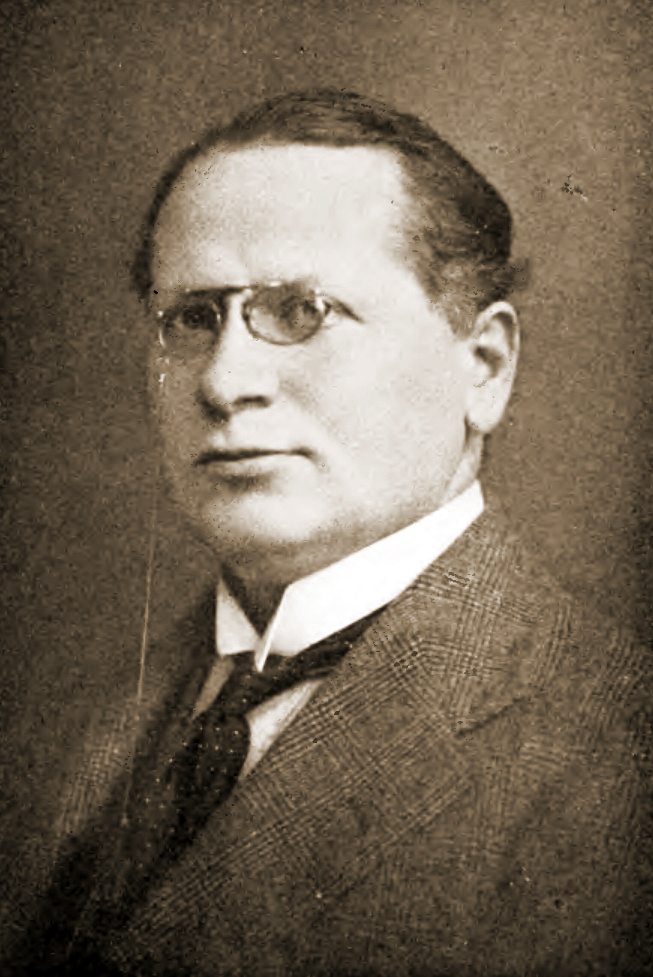
Maksim Litwinow

Protokół Litwinowa – wielostronny układ międzynarodowy o charakterze paktu o nieagresji, podpisany 9 lutego 1929 roku w Moskwie przez Polskę, ZSRR, Rumunię, Estonię i Łotwę, nazwany od nazwiska inicjatora dokumentu, ówczesnego zastępcy ludowego komisarza spraw zagranicznych ZSRR.
Po podpisaniu paktu Brianda-Kellogga ZSRR podjął starania, by postanowienia paktu (ZSRR ostatecznie przystąpił do niego 27 września 1928 roku) mogły wejść w życie bez oczekiwania na ratyfikację przez wszystkich 15 pierwotnych sygnatariuszy. Z tego względu w grudniu 1928 roku zastępca komisarza spraw zagranicznych ZSRR, Maksim Litwinow, zaproponował stronie polskiej podpisanie dwustronnego protokołu, według którego pakt Brianda-Kellogga nabrałby dla ZSRR i Polski mocy natychmiast po jego ratyfikacji przez oba państwa. Dyplomacja polska uzależniła podpisanie paktu od udziału innych zachodnich sąsiadów ZSRR: Estonii, Łotwy i Rumunii.
W konsekwencji 9 lutego 1929 roku w Moskwie przedstawiciele ZSRR, Polski, Estonii, Łotwy i Rumunii podpisali wielostronny układ zwany protokołem moskiewskim lub protokołem Litwinowa. Ze strony Polski podpisał go Stanisław Patek. Sygnatariusze wyrzekli się w nim stosowania siły w dochodzeniu swych pretensji terytorialnych. Spory miały być rozstrzygane metodami pokojowymi. Postanowienia te dotyczyły też sowieckich roszczeń wobec rumuńskiej Besarabii i wschodniej granicy Polski ustalonej w traktacie ryskim. Zgodnie z art. 5 pozostawał otwarty do przystąpienia doń Rządów wszystkich krajów. Do Protokołu przystąpiły następnie Litwa, Turcja i Persja (Iran).
Sporządzony został w jednym egzemplarzu w języku francuskim (jako autentycznym). Depozytariuszem był rząd ZSRR. Protokół wedle art. 3 wchodził w życie sukcesywnie między kolejnymi stronami w miarę składania w Moskwie dokumentów ratyfikacji (Łotwa 5 marca, Estonia 16 marca, Polska uczyniła to 30 marca 1929 po ratyfikacji dokonanej 25 marca, Rumunia również 30 marca).
W Sekretariacie Ligi Narodów, zgodnie z wymogami art. 18 traktatu wersalskiego, protokół został zarejestrowany 3 czerwca 1929.
Na Pakt paryski bądź moskiewski powoływały się dwustronne pakty nieagresji zawarte przez ZSRR m.in. z Finlandią 21 stycznia 1932, z Łotwą 5 lutego, z Turcją 5 lutego, z Estonią 4 maja, z Polską 25 lipca 1932, określając agresję jako akt gwałtu (ros. акт насилия, fr. acte de violence), zwrócony przeciw całości i nienaruszalności terytorium lub niezależności politycznej drugiej układającej się strony, bez względu na to, czy zostałby dokonany indywidualnie czy łącznie z innymi mocarstwami oraz czy nastąpiło wypowiedzenie wojny czy bez wypowiedzenia.
W ramach uściślenia postanowień paktu w 1933 zawarta została  Konwencja o określeniu napaści.
Oba te układy, wraz z paktem o nieagresji z 1932 zostały złamane przez ZSRR przez napaść na Polskę 17 września 1939.
Wkrótce potem ZSRR zawarł z państwami bałtyckimi układy o stacjonowaniu Armii Czerwonej w bazach na terytoriach tych państw (Estonia 28 września, Łotwa 5 października, Litwa 10 października) zwane układami o wzajemnej pomocy potwierdzające dotychczasowe pakty nieagresji. Od czerwca 1940 Armia Czerwona wbrew umowom okupowała te kraje. 
Natomiast Finlandia odmówiła podpisania analogicznego układu o bazach z ZSRR. W konsekwencji ZSRR dokonał 30 listopada 1939 agresji zbrojnej na Finlandię, bez wypowiedzenia wojny, pod pretekstem ostrzelania terytorium sowieckiego przez armię fińską (faktycznie Armia Czerwona ostrzelała własne terytorium, por. Incydent w Mainila). Tzw. wojna zimowa z Finlandią zakończyła się dla ZSRR porażką - agresor osiągnął ograniczone cele terytorialne - aneksję Przesmyku Karelskiego z miastem Wyborg, jednak bez ludności (która została ewakuowana na terytorium Finlandii). Celem ZSRR w wojnie była sowietyzacja Finlandii (analogicznie do krajów bałtyckich), za pośrednictwem marionetkowej struktury tzw. Fińskiej Republiki Demokratycznej na czele z Otto Kuusinenem, porzuconej przez Stalina po zawarciu traktatu pokojowego z Finlandią. ZSRR został w konsekwencji agresji na Finlandię wykluczony w grudniu 1939 z Ligi Narodów.